# Драгослав Јаћимовић
Драгослав Јаћимовић (1911−1983) мање је познати драгачевски каменорезац, син родоначелника пуховске каменорезачке школе Живка Јаћимовића.
Добар мајстор-занатлија. Израђивао споменике широм доњег Драгачева и селима између Заблаће, Јежевица, Липница, Качулице, Слатина, Рајац, Петница и Самаила.
Споменике израђивао од пуховског пешчара. У њих урезивао крстове и хришћанске симболе и лозу са голубовима који зобљу грожђе. Преминулим занатлијама приказивао је оруђа за рад и производе, земљоделцима и домаћицама алате и предмете који одређују њихов иметак и друштвени положај.
У надгробне натписе уносио је доста биографских података о покојнику. Епитафе је започињао карактеристичним дозивима:
Ој сестрице и ви браћо мила
ви видите где ме земља сакрила
у пролеће јес да цвета цвеће
ал за мене то важити неће
у мојијех четрнаест лета
уклоних се са овога света.